# Draba stylosa
Draba stylosa é uma espécie de angiospermas da família Brassicaceae.
Apenas pode ser encontrada no Equador.
Os seus habitats naturais são: campos rupestres subtropicais ou tropicais.
Está ameaçada por perda de habitat.